# Joan Llompart Coll
Joan Llompart Coll, també conegut com a Torrelló (La Soledat, Palma, 1939), és un fotògraf mallorquí. La seva relació amb la fotografia començà als 14 anys, quan entrà a treballar d'aprenent a una botiga de fotografia; d'aquí passà al laboratori on durant dos anys va estar revelant fotos. Més endavant s'associà amb Jaume Torres i va arribar a regentar tres negocis de fotografia.
De la fusió dels llinatges seu i del soci nasqué Torrelló, sobrenom que mai no ha abandonat. Ha estat reporter gràfic durant quaranta anys al Diari de Mallorca, per la qual cosa té un arxiu immillorable de la realitat de Mallorca de les quatre darreres dècades. Fruit d'aquesta documentació són les exposicions Príncep, 30 anys creixent a Mallorca, a la Misericòrdia i un posterior llibre amb el mateix títol, i Cincuenta años pateando Mallorca a El Corte Inglés, totes dues de l'any 2004. El 2006 va rebre el Premi Ramon Llull.